# Sibel Şimşek
Sibel Şimşek (ur. 10 października 1984 w Çorum w Çorum) – turecka sztangistka, dwukrotna medalistka mistrzostw świata, czterokrotna mistrzyni Europy, olimpijka.
W 2012 roku zdobyła brązowy medal podczas igrzysk olimpijskich w Londynie, wyprzedziły ją tylko Majia Maneza z Kazachstanu i Rosjanka Swietłana Carukajewa. W styczniu 2017 roku została zdyskwalifikowana i pozbawiona medalu po tym jak w jej organizmie wykryto doping. Brała też udział w igrzyskach olimpijskich w Atenach osiem lat wcześniej, jednak nie była klasyfikowana. 
W 2010 roku zdobyła srebrny medal mistrzostw świata w Antalyi, przegrywając tylko z Manezą. Rok wcześniej wywalczyła brązowy medal mistrzostw świata w Goyang. Zdobyła także trzy złote medale mistrzostw Europy: w wadze lekkiej na mistrzostwach Europy w Kijowie (2004) oraz w wadze średniej na mistrzostwach Europy w Bukareszcie (2009) i mistrzostwach Europy w Mińsku (2010).

## Osiągnięcia
| Rok  | Zawody             | Miasto             | Miejsce | Kategoria | Wynik    |
| ---- | ------------------ | ------------------ | ------- | --------- | -------- |
| 2004 | Mistrzostwa Europy | Kijów              | 1       | 69 kg     | 247,5 kg |
| 2007 | Mistrzostwa Europy | Strasburg          | 2       | 63 kg     | 215 kg   |
| 2008 | Mistrzostwa Europy | Lignano Sabbiadoro | 2       | 63 kg     | 226 kg   |
| 2009 | Mistrzostwa Europy | Bukareszt          | 1       | 63 kg     | 236 kg   |
| 2009 | Mistrzostwa świata | Koyang             | 3       | 63 kg     | 243 kg   |
| 2010 | Mistrzostwa Europy | Mińsk              | 1       | 63 kg     | 244 kg   |
| 2010 | Mistrzostwa świata | Antalya            | 2       | 63 kg     | 241 kg   |
| 2011 | Mistrzostwa Europy | Kazań              | 3       | 63 kg     | 238 kg   |
| 2012 | Mistrzostwa Europy | Antalya            | 1       | 63 kg     | 225 kg   |